# Hockey op de Olympische Zomerspelen 2012
Hockey is een van de sporten die beoefend werden tijdens de Olympische Zomerspelen 2012 in Londen. De wedstrijden werden van 29 juli tot en met 11 augustus gehouden op het Olympic Hockey Centre, dat deel uitmaakte van het Olympic Park.
Het hockeyprogramma omvatte een toernooi voor de mannen en een toernooi voor de vrouwen. Elk team mocht maximaal uit zestien personen bestaan.

## Opzet
Zowel bij de mannen als bij de vrouwen deden twaalf teams mee. De teams werden verdeeld in twee groepen van zes teams en de teams speelden in deze groepsfase een halve competitie. De beste twee teams per groep gingen door naar de halve finale. De winnaars daarvan speelden de finale en de verliezers speelden om de bronzen medaille.

## Kwalificatie
Het gastland Groot-Brittannië was automatisch geplaatst. De overige elf deelnemers moesten zich kwalificeren via kwalificatietoernooien.

## Medailles
| Onderdeel | Goud      | Zilver     | Brons            |
| --------- | --------- | ---------- | ---------------- |
| Mannen    | Duitsland | Nederland  | Australië        |
| Vrouwen   | Nederland | Argentinië | Groot-Brittannië |

### Medaillespiegel
| Plaats | Land             | NOC    | Goud | Zilver | Brons | Totaal |
| ------ | ---------------- | ------ | ---- | ------ | ----- | ------ |
| 1      | Nederland        | NED    | 1    | 1      | 0     | 2      |
| 2      | Duitsland        | GER    | 1    | 0      | 0     | 1      |
| 3      | Argentinië       | ARG    | 0    | 1      | 0     | 1      |
| 4      | Groot-Brittannië | GBR    | 0    | 0      | 1     | 1      |
|        | Australië        | AUS    | 0    | 0      | 1     | 1      |
| Totaal | Totaal           | Totaal | 2    | 2      | 2     | 6      |